# Murols
Murols település Franciaországban, Aveyron megyében. Lakosainak száma 102 fő (2022. január 1.). Murols Lacroix-Barrez, Saint-Hippolyte, Taussac, Ladinhac, Lapeyrugue, Leucamp és Vezels-Roussy községekkel határos.

## Népesség
A település népességének változása:
| Lakosok száma | 240  | 193  | 175  | 109  | 108  | 110  | 113  | 115  | 113  | 102  |
|               | 1968 | 1982 | 1990 | 2006 | 2013 | 2015 | 2017 | 2019 | 2020 | 2022 |